# Pingvinane
Die Pingvinane (norwegisch für Pinguine) sind eine Gruppe von Nunatakkern im ostantarktischen Königin-Maud-Land. Im Gebirge Sør Rondane ragen sie unmittelbar nördlich der Tanngarden auf.
Norwegische Kartografen, die sie auch benannten, kartierten sie 1957 anhand von Luftaufnahmen der US-amerikanischen Operation Highjump (1946–1947).